# Shuangmiaosaurus
Shuangmiaosaurus ("ještěr od vsi Shuangmiao") byl rod velkého ornitopodního dinosaura, který žil před asi 113 až 90 miliony let (věk alb až turon, období rané křídy) na území současné provincie Liao-ning v severovýchodní Číně.

## Historie
Holotyp tohoto dinosaura (kat. ozn. LPM 0165) byl objeven v sedimentech souvrství Sunjiawan a má podobu částečně zachované lebky. Formálně byl tento druh popsán roku 2003 trojicí čínských paleontologů. Druhové jméno gilmorei je poctou americkému paleontologovi Charlesi Whitneymu Gilmoreovi, který se mimo jiné proslavil výzkumem mongolských dinosaurů.

## Popis a zařazení
Jednalo se o středně velkého až velkého hadrosauromorfa s délkou zhruba 7,5 metru a hmotností kolem 2500 kilogramů. Vědci se původně domnívali, že šlo o zástupce skupiny Hadrosauroidea, novější výzkum však naznačuje, že šlo spíše o vývojově primitivního zástupce kladu Iguanodontia. Příbuzným druhem tohoto čínského ornitopoda byl například druh Yunganglong datongensis, jehož fosilie byly objeveny na území provincie Šan-si.